# 布倫南角
布倫南角（英語：Brennan Point）是南極洲的海岬，是布洛克灣入口處的東部，屬於馬里伯地的一部分，處於桑德斯海岸和魯珀特海岸之間，在1929年12月5日由美國探險隊發現。
76°05′S 146°31′W / 76.083°S 146.517°W